# Књижевно-меморијална поставка Раде Драинац

Књижевно-меморијална поставка Раде Драинац у Прокупљу је спомен соба у част највећег топличког песника Рада Драинца. 
Отворена је 28. августа 2019. године, у години двоструког јубилеја  - 50. година Драинчевих сусрета и 120. година од рођења Драинца, под покровитељством Народне библиотеке „Раде Драинац“ у Прокупљу,  у присуству министра културе у Влади Републике Србије . Књижевно-меморијална поставка „Драинац“ је први културни садржај овог типа у Топличком округу.
У изради поставке учествовали су Музеј Града Београда, Народни музеј Топлице и Народна библиотека у Прокупљу.Спомен соба се налази у згради Занатског дома у центру града. У њој су изложена прва издања Драинчевих дела са његовим оригиналним потписима и посветама, витрине и панои са бројним фотографијама, документима, часописима, каталозима, записима и свиме што је везано за Драинца, а сачувано у прокупачкој библиотеци, која носи његово име.
Ауторски тим, који је радио на овој поставци јесте музејски саветник Јован Младеновић, историчар Дарко Жарић, графички дизајнери Стеван Бошковић и Жељко Цајић, рецензент Горан Максимовић и директор прокупачке Библиотеке Драган Огњановић.
После отварања, одржана је промоција књиге изабраних песама Рада Драинца на француском језику, под називом Rade Drainac-Bandit ou poete. На промоцији су говорили преводилац Борис Лазић, рецензент Миљурко Вукадиновић и уредник Драган Огњановић.
Спомен соба намењена је одржавању књижевних вечери и промоцији књижевног и песничког стваралаштва.